# Przestrzał
Przestrzał – polski herb szlachecki z nobilitacji, pochodzenia węgierskiego.

## Opis herbu
Na czerwonym polu miecz końcem prosto do góry, przez środek strzałą w prawo-ukośnie przeszyty. Nad hełmem w koronie – trzy pióra strusie. Labry czerwone podbite srebrem. Herb ma pochodzenie węgierskie.
Na dokumencie z 1569 miecz jest przeszyty strzałą w pas.

## Najwcześniejsze wzmianki
Herb według Niesieckiego pierwotnie nadany Stefanowi Janczowi z Wajnag albo z Unichowa w Siedmiogrodzie, przez Macieja, króla węgierskiego 6 czerwca 1482. W Polsce nadany Damianowi Stebnickiemu 15 lutego 1569.

## Etymologia
Nazwa herbu, jak pisze Józef Szymański, wydaje się obrazowa, choć może być też przezwiskowa.

## Herbowni
Lista nazwisk pochodzi z Herbarza polskiego Tadeusza Gajla:
Bemezański, Berezański, Berezowski, Bereżański, Berżański, Czołowski, Łysienko, Miniałgo, Późniak, Przestrzelski, Przewłocki, Przybysławski, Puzyrewski, Semkowicz, Smereczański, Stebnicki, Stelnicki, Stobnicki, Suszczewicz, Ścielnicki, Terlecki, Unichowski, Uniechowski, Ustrzyc, Ustrzycki, Wojciechowicz, Żołnierowicz.

## Występowanie w heraldyce terytorialnej

Herb Ustrzyk Dolnych

Godło herbu Przestrzał jest godłem herbu gminy i miasta Ustrzyki Dolne – gniazda Ustrzyckich.